# Демократическая прогрессивная партия
Демократи́ческая прогресси́вная па́ртия Тайваня (кит. трад. 台灣民主進步黨, упр. 台湾民主进步党, пиньинь Taiwan Mínzhǔ Jìnbù Dăng, палл. Тайвань Миньчжу Цзиньбу Дан; хокло Tâi-ôan Bîn-chú Chìn-pō͘ Tóng; сокр. также кит. трад. 民進黨, упр. 民进党, пиньинь Mín Jìn Dăng, палл. Миньцзиньдан, хокло Bîn-Chìn-Tóng) — политическая партия Китайской Республики, возглавляющая Большую зелёную коалицию, которая выступает за официальное признание независимости острова от материкового государства (в отличие от Большой синей коалиции во главе с Гоминьданом, ратующей за воссоединение с материковым Китаем).
Важным пунктом программы партии традиционно являлось проведение на Тайване референдума для изменения конституционного названия существующего там государства с «Китайская Республика» (Чжунхуа Миньго, что может также переводиться как «Республика Китай») на «Тайваньская Республика» (Тайвань Гонхэго, что может также переводиться как «Республика Тайвань»).

## История создания
Демократическая Прогрессивная Партия (ДПП) создана группой активистов 28 сентября 1986 г., на учредительном заседании в Гранд отеле «Юаньшань» (г. Тайбэй). Основатели новой партии поклялись бороться за демократизацию общества и провозглашение Тайваня независимым государством. В последующие годы требование независимости Тайваня было одним из главных пунктов партийной программы. Контур острова, изображённый на зелёно-белом знамени ДПП, намекает на независимый государственный статус Тайваня.
Становление ДПП, как первой оппозиционной партии на Тайване, проходило в условиях монопольного авторитарного правления партии Гоминьдан. Многие из основателей ДПП подвергались политическим гонениям и тюремному заключению, так как действовавший на Тайване до 1987 г. закон о военном положении делал незаконным любое противодействие власти. Почти все учредители ДПП, в том числе экс-президент Китайской республики Чэнь Шуйбянь (2000—2008), были в прошлом известными диссидентами и подвергались репрессиям. В качестве первой оппозиционной партии ДПП внесла большой вклад в политическую борьбу за демократизацию авторитарного правящего режима, за свободу слова, свободу собраний и соблюдение прав человека на Тайване.

## Социальная база
С самого начала ДПП была не только оппозиционной Гоминьдану, но и радикально «протайваньской» партией, по лозунгам и социальному составу. В неё вошли так называемые «коренные» тайваньцы — потомки эмигрантов из южного Китая, осевших на острове ещё 3—4 столетия назад. Они считают себя отдельной от Китая общностью, выступают против объединения с материком и говорят на тайваньском диалекте (миньнань хуа), сильно отличающемся от нормативного китайского языка (гоюй). К коренным тайваньцам относится до 80 % населения острова. Поэтому, потенциально, социальная база ДПП очень широка.

## Деятельность
Политическая деятельность ДПП ведется под флагом пробуждения «национального самосознания» тайваньцев. Выступая с этих позиций, в марте 2000 г. ДПП отстранила от власти Гоминьдан, провозглашающий курс на конечное объединение Тайваня с материковым Китаем. Однако, как правящая партия, получившая на выборах президента меньше 40 % голосов избирателей, ДПП была вынуждена заметно смягчить свои пронезависимые лозунги, во имя сохранения стабильности внутреннего и международного положения Тайваня. С 2002 г. по 2008 г. пост председателя ДПП неоднократно занимал президент Китайской республики Чэнь Шуйбянь. Но неудачные итоги восьмилетнего правления ДПП привели к глубокому кризису партии, снижению доверия граждан и ряду тяжёлых провалов партии на выборах местных законодательных и исполнительных органов власти. Апогеем этого кризиса стало поражение кандидата от ДПП на выборах президента Китайской республики в 2008 г., утрата ДПП статуса правящей партии и возвращение партии Гоминьдан к власти.
В 2016 году председатель партии Цай Инвэнь стала президентом Тайваня, а сама партия получила большинство в Законодательном Юане.
2022 год принёс сокрушительное поражение на местных выборах, которые в партии рассматривали как вызов для Китая. После проигрыша Цай Инвэнь ушла с должности председателя ДПП.
По результатам президентских и парламентских выборов в январе 2024 года ДПП сохранила лидирующие позиции: Лай Циндэ победил с 40 %, придя на смену Цай Инвэнь, а 51 депутат от ДПП прошел в 113-местный Законодательный Юань. При этом впервые в современной истории Тайваня президент от ДПП был избран на третий срок подряд, что свидетельствует об определенном сдвиге среди тайваньских избирателей.

## Список председателей
Председатель штаба партии «Демократическая прогрессивная партия Тайваня» — высшая должность в партии.
| №    | Фото                                                   | Имя                    | В должности      | В должности        | Избран (кандидат — число голосов)                                                                                    | Партийная сессия                                                                       | Примечания                                                                                   |
| ---- | ------------------------------------------------------ | ---------------------- | ---------------- | ------------------ | --- | -------------------------------------------------------------------------------------- | -------------------------------------------------------------------------------------------- |
| 1    |                                                        | Цзян Пэнцзянь          | 28 ноября 1986   | 20 декабря 1987    | Избран в 1986 году (безальтернативно)                                                                                | 1-я                                                                                    |                                                                                              |
| 2    |                                                        | Яо Цзявэнь             | 20 декабря 1987  | 30 октября 1988    | Избран в 1987 году                                                                                                   | 2-я                                                                                    |                                                                                              |
| 3    |                                                        | Хуан Синьцзе           | 30 октября 1988  | 20 января 1992     | Избран в 1988 году                                                                                                   | 3-я                                                                                    |                                                                                              |
| 3    | Избран в 1990 году                                     | Хуан Синьцзе           | 30 октября 1988  | 20 января 1992     | 4-я |                                                                                        |                                                                                              |
| 4    |                                                        | Сюй Синьлян            | 20 января 1992   | 4 декабря 1993     | Избран в 1992 году                                                                                                   | 5-я                                                                                    | Ушёл в отставку после поражения партии на местных выборах 1993 года                          |
| —    |                                                        | Ши Миндэ               | 4 декабря 1993   | 18 июля 1994       | Заместитель председателя, исполняющий обязанности председателя                                                       | 5-я                                                                                    |                                                                                              |
| 5    | 18 июля 1994                                           | Ши Миндэ               | 23 марта 1996    | Избран в 1994 году | 6-я | Ушёл в отставку после поражения кандидата от партии на президентских выборах 1996 года |                                                                                              |
| —    |                                                        | Чан Чунхён             | 23 марта 1996    | 18 июля 1996       | 6-я | Заместитель председателя, исполняющий обязанности председателя                         |                                                                                              |
| (4)  |                                                        | Сюй Синьлян            | 18 июля 1996     | 18 июля 1998       | Избран в 1996 году                                                                                                   | 7-я                                                                                    |                                                                                              |
| 6    |                                                        | Линь Исюн              | 18 июля 1998     | 20 апреля 2000     | Избран в 1998 году: Линь Исюн — 58 560 (безальтернативно)                                                            | 8-я                                                                                    |                                                                                              |
| 7    |                                                        | Се Чантин (Фрэнк Се)   | 20 апреля 2000   | 21 июля 2002       | Избран в 2000 году: Се Чантин — 53 510 (безальтернативно)                                                            | 9-я                                                                                    |                                                                                              |
| 8    |                                                        | Чэнь Шуйбянь           | 21 июля 2002     | 11 декабря 2004    | Президент Тайваня в качестве председателя партии                                                                     | 10-я                                                                                   | Ушёл в отставку после поражения партии на парламентских выборах 2004 года                    |
| 8    | 11-я                                                   | Чэнь Шуйбянь           | 21 июля 2002     | 11 декабря 2004    | Президент Тайваня в качестве председателя партии                                                                     |                                                                                        | Ушёл в отставку после поражения партии на парламентских выборах 2004 года                    |
| —    |                                                        | Кэ Цяньмин             | 11 декабря 2004  | 15 января 2005     | Заместитель председателя, исполняющий обязанности председателя                                                       |                                                                                        |                                                                                              |
| 9    |                                                        | Су Чжэньчан            | 15 января 2005   | 3 декабря 2005     | Избран в 2005 году: Су Чжэньчан — 68 406 (безальтернативно)                                                          | Ушёл в отставку после поражения партии на местных выборах 2005 года                    |                                                                                              |
| —    |                                                        | Люй Сюлянь (Аннет Люй) | 3 декабря 2005   | 15 января 2006     | Заместитель председателя, исполняющая обязанности председателя                                                       |                                                                                        |                                                                                              |
| 10   |                                                        | Ю Сикунь               | 15 января 2006   | 21 сентября 2007   | Избран в 2006 году: Ю Сикунь — 25 297 Цай Тунжун — 16 846 Вон Чинчун — 4406                                          | 12-я                                                                                   | Подал в отставку на фоне коррупционного скандала                                             |
| —    |                                                        | Цай Тунжун             | 21 сентября 2007 | 15 октября 2007    | Заместитель председателя, исполняющий обязанности председателя                                                       | 12-я                                                                                   |                                                                                              |
| (8)  |                                                        | Чэнь Шуйбянь           | 15 октября 2007  | 12 января 2008     | Президент Тайваня в качестве председателя партии                                                                     | 12-я                                                                                   | Ушёл в отставку после поражения партии на парламентских выборах 2008 года                    |
| —    |                                                        | Се Чантин (Фрэнк Се)   | 12 января 2008   | 20 мая 2008        | Заместитель председателя, исполняющий обязанности председателя                                                       | 12-я                                                                                   |                                                                                              |
| 11   |                                                        | Цай Инвэнь             | 20 мая 2008      | 17 марта 2011      | Избрана в 2008 году: Цай Инвэнь — 73 865 Ку Кванмин — 48 882 Цай Тунжун — 6530                                       | 13-я                                                                                   | Ушла в отпуск, чтобы сосредоточиться на партийных праймериз президентской кампании 2012 года |
| 11   | Избрана в 2010 году: Цай Инвэнь — 78 192 Ю Цзин — 8406 | Цай Инвэнь             | 20 мая 2008      | 17 марта 2011      | 14-я |                                                                                        | Ушла в отпуск, чтобы сосредоточиться на партийных праймериз президентской кампании 2012 года |
| —    |                                                        | Кер Цзяньмин           | 17 марта 2011    | 27 апреля 2011     | 14-я | Заместитель председателя, исполняющий обязанности председателя                         |                                                                                              |
| (11) |                                                        | Цай Инвэнь             | 27 апреля 2011   | 29 февраля 2012    | 14-я | Возвращение из отпуска                                                                 | Ушла в отставку после поражения партии на президентских и парламентских выборах 2012 года    |
| —    |                                                        | Чэнь Цзю               | 29 февраля 2012  | 30 мая 2012        | 14-я | Заместитель председателя, исполняющий обязанности председателя                         |                                                                                              |
| (9)  |                                                        | Су Чжэньчан            | 30 мая 2012      | 28 мая 2014        | Избран в 2012 году: Су Чжэньчан — 55 894 Су Хуанцзин — 23 281 У Рони — 16 315 Цай Тунжун — 12 497 Сюй Синьлян — 2763 | 15-я                                                                                   |                                                                                              |
| (11) |                                                        | Цай Инвэнь             | 28 мая 2014      | 24 ноября 2018     | Избрана в 2014 году: Цай Инвэнь — 85 410 Ку Тайлин — 5734                                                            | 16-я                                                                                   | Ушла в отставку после поражения партии на местных выборах 2018 года                          |
| (11) | Президент Тайваня в качестве председателя партии       | Цай Инвэнь             | 28 мая 2014      | 24 ноября 2018     | 17-я |                                                                                        | Ушла в отставку после поражения партии на местных выборах 2018 года                          |
| (11) | Президент Тайваня в качестве председателя партии       | Цай Инвэнь             | 28 мая 2014      | 24 ноября 2018     | 18-я |                                                                                        | Ушла в отставку после поражения партии на местных выборах 2018 года                          |
| —    |                                                        | Линь Ючан              | 28 ноября 2018   | 9 января 2019      | Назначен Центральным комитетом                                                                                       |                                                                                        |                                                                                              |
| 12   |                                                        | Чжо Жунтай             | 9 января 2019    | 20 мая 2020        | Избран в 2019 году: Чжо Жунтай — 24 699 Ю Инлун (Майкл Ю) — 9323                                                     |                                                                                        |                                                                                              |
| (11) |                                                        | Цай Инвэнь             | 20 мая 2020      | 26 ноября 2022     | Президент Тайваня в качестве председателя партии                                                                     | 19-я                                                                                   | Ушла в отставку после поражения партии на местных выборах 2022 года                          |
| (11) | 20-я                                                   | Цай Инвэнь             | 20 мая 2020      | 26 ноября 2022     | Президент Тайваня в качестве председателя партии                                                                     |                                                                                        | Ушла в отставку после поражения партии на местных выборах 2022 года                          |
| —    |                                                        | Чэнь Цимай             | 30 ноября 2022   | 18 января 2023     | Назначен Центральным комитетом                                                                                       |                                                                                        |                                                                                              |
| 13   |                                                        | Лай Циндэ (Уильям Лай) | 18 января 2023   | настоящее время    | Избран в 2023 году: Лай Циндэ — 41 840 (безальтернативно)                                                            |                                                                                        |                                                                                              |